# Bezirksamt Meersburg
Das Bezirksamt Meersburg war eine von 1813 bis 1857 bestehende Verwaltungseinheit im Südosten des Landes Baden.

## Geographie
Der im Linzgau gelegene Amtsbezirk war der südöstlichste des Großherzogtums und wies daher eine ausgesprochene Grenzlage auf. Lediglich im Nordwesten hatte er Verbindung zum Rest des Landes. Im Süden lag der Bodensee, im Osten die Oberämter Tettnang und Ravensburg des Königreiches Württemberg. Hier gab es mehrere En- und Exklaven, die zu den territorialen Besonderheiten Südwestdeutschlands zählten. Zwei von ihnen wurden 1846 ausgetauscht, die übrigen hatten über die Auflösung des Bezirksamtes hinaus Bestand.
Die Landschaft war hügelig, das Klima galt als mild. Abseits der Hauptorte waren die Siedlungsstrukturen geprägt durch zahlreiche kleine Weiler und Einzelhöfe.

## Wirtschaft
Von Bedeutung waren der Anbau von Getreide und Wein, die beide über den Eigenbedarf hinaus produziert werden konnten. Fabriken bestanden 1843 lediglich in Markdorf, im Hauptort Meersburg und in Hagnau gab es mehrere Gewerbebetriebe.

## Geschichte

### Historischer Hintergrund
Den Kern des Bezirksamtes bildete ein Gebiet, das seit dem hohen Mittelalter unter der kirchlichen Herrschaft des Hochstifts Konstanz gestanden hatte. Es war mit dem Reichsdeputationshauptschluss unter die badische Landeshoheit gefallen. Dort wurde es mehrfach umstrukturiert, zunächst als Obervogtei Meersburg, ab 1807 als Obervogteiamt Meersburg und schließlich 1810 als Amt Meersburg. Der Nordosten war zwischen 1803 und 1811 als Amt Markdorf ausgegliedert. Bei der Gründung kam noch, in einem breiten Streifen im Osten, vormals fürstenbergisches Gebiet hinzu. Einzelne Ortschaften hatten außerdem zu Zeiten des Heiligen Römischen Reiches zum Machtbereich der Reichsabtei Salem und der Abtei Weingarten gezählt.

### Nach der Gründung

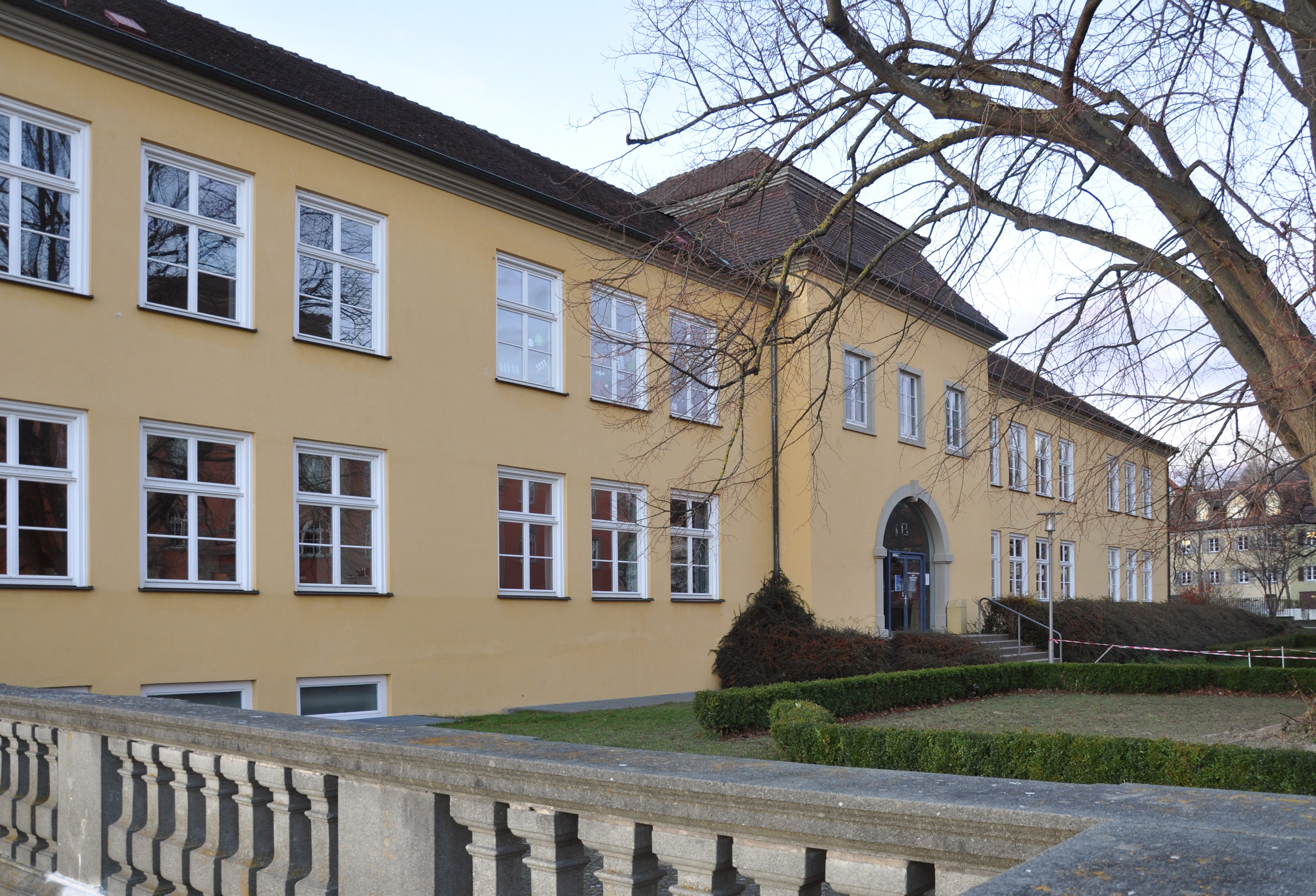
Ostflügel des Reithofes

Nachdem die Aufhebung der Patrimonialgerichtsbarkeit 1813 eine einheitliche Zuständigkeit der Verwaltungsbehörden ermöglicht hatte, entstand aus dem Amt Meersburg das Bezirksamt Meersburg. Ihm wurde zugleich der Südteil des aufgelösten standesherrschaftlich-fürstenbergischen Amtes Heiligenberg zugewiesen. Sitz der Verwaltung blieb der Ostflügel des 1760, nach Plänen Franz Anton Bagnatos, auf dem Terrain des Hofgartens errichteten Reithofes.
Nachdem dem Haus Fürstenberg erneut die Zuständigkeit für die Rechtsprechung auf der unteren Ebene (die bis 1857 bei den Ämtern lag) zuerkannt worden war, wurden die hiervon betroffenen Orte zum neu errichteten Bezirksamt Heiligenberg ausgegliedert. Ein Teil von ihnen kehrte 1843 zurück, bei dieser Gelegenheit kam es zum Austausch einzelner Orte mit anderen benachbarten Ämtern. Zu zwei kleineren Änderungen kam es 1846.
1857 wurde das Bezirksamt Meersburg aufgelöst. Für die Verwaltung wurde das Bezirksamt Überlingen zuständig, für die Rechtsprechung das neu errichtete Amtsgericht Meersburg.

## Orte und Einwohnerzahlen

### 1814
Bei der Errichtung des Bezirksamtes 1813 kamen zum Bestand des Amtes Meersburg noch vom aufgelösten Amt Heiligenberg die Orte Unteruhldingen, Schickendorf, Immenstaad, Efrizweiler, Kluftern, Deggenhausen, Homberg, Wittenhofen, Untersiggingen, Riedheim und weiteren namentlich nicht genannten Weilern und Höfen hinzu.
1814 wird für das Gebiet des Bezirksamtes von 8.753 Einwohnern berichtet, die sich auf folgende Orte verteilten:
- Ahausen: 229
- Allerheiligen: 5
- Baitenhausen: 92
- Bergheim: 68
- Daisendorf: 125
- Deggenhausen: 344
- Efrizweiler, mit Kluftern: 351
- Fitzenweiler: 25
- Gehrenberg: 62
- Hagnau: 576
- Homberg: 590
- Immenstaad: 646
- Ittendorf: 352 oder 351
- Kippenhausen: 203
- Markdorf: 1305
- Meersburg: 1317
- Möggenweiler: 85
- Oberfischbacherhöfe: 85
- Oberraderach, mit drei Höfen, die als Exklave innerhalb der vormals zur Abtei Weingarten zählenden Ortschaft Waggershausen lagen: 83
- Riedheim: 664
- Roggenbeuren: 82
- Schweppenen: 7
- Stetten: 248
- Untersiggingen: 295
- Unteruhldingen: 261, davon in
  - Schiggendorf: 106
- Wangen: 90
- Wittenhofen: 648

### 1852
Unteruhldingen, Schickendorf, Immenstadt, Kluftern, Efrizweiler, Riedheim, Stadel, Heppach, Leinbach, Untersickingen, Wittenhofen, Homberg, Deggenhausen, Weppach, Bachen und Allerheiligen mit den jeweils zugehörigen Höfen wechselten 1824 zum Amt Heiligenberg. Im Rahmen einer Neuzuordnung kehrten 1843 rund ein Drittel davon zurück. Dorthin abgegeben wurde Roggenbeuren, neu hinzu kamen vom Amt Salem Adelsreute und Tepfenhard.

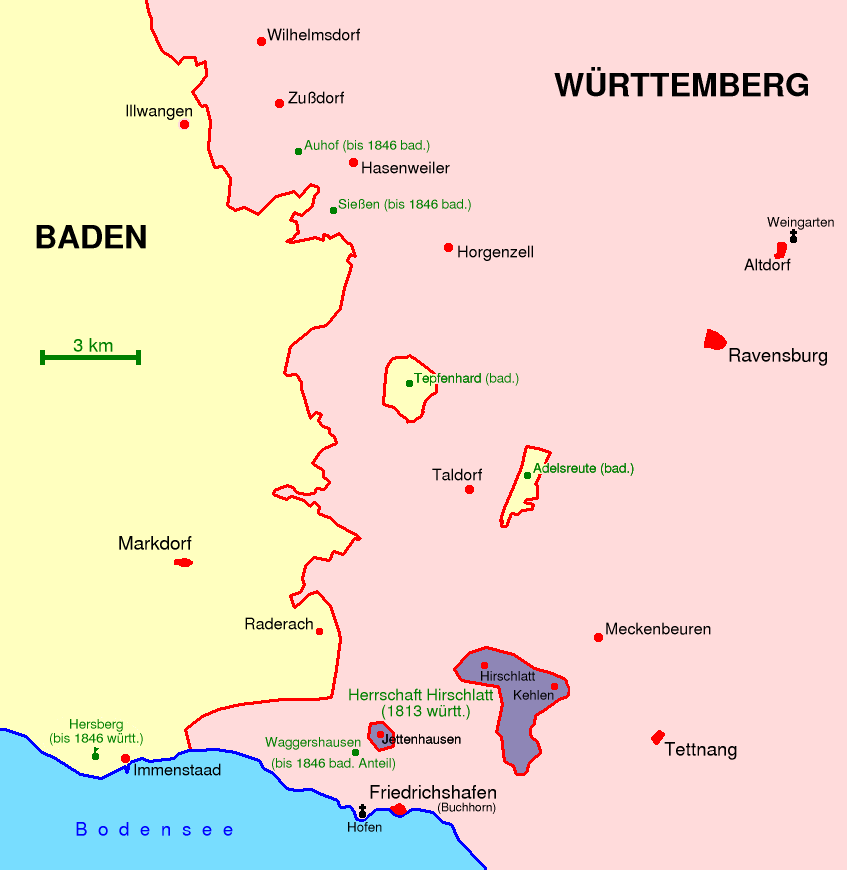
Karte mit den im Bereich Meersburg gelegenen En- und Exklaven.

Bei einem mit Württemberg 1843 geschlossenen und 1846 verkündeten Grenzvertrag zum Austausch von Ex- und Enklaven war das Bezirksamt Meersburg in beiden Richtungen betroffen: Abgegeben wurden die drei Höfe in Waggershausen, im Gegenzug kam Schloss Hersberg hinzu.
1852 lebten im Amtsbezirk 7.524 Menschen in 10 einfachen und vier zusammengesetzten Gemeinden mit jeweils einem oder mehreren Nebenorten (NO):
Als einfache Gemeinden:
- Ahausen: 355
- Daisendorf: 158
- Hagnau: 575
- Immenstaad, mit Helmsdorf: 757
- Ittendorf, mit neun Weilern: 399
- Kippendorf: 238, davon in
  - Frankenbach: 26
- Markdorf: 1793
  - Weiler
- Meersburg: 1412, davon in
  - Haltnau: 20
- Raderach: 91
- Stetten: 280, davon in
  - Braitenbach: 14
  - Haarlachen: 17

Als zusammengesetzte Gemeinden:
- Adelsreute: 128, davon in
  - Tepfenhard: 72
- Baitenhausen 153, davon in
  - Dittenhausen: 13
  - Riedetsweiler: 58 (NO)
- Efrizweiler: 433, davon in
  - Kluftern: 245 (NO)
- Riedheim: 733, davon in
  - Gangweiler: 7
  - Heppach: 98 (NO), davon in
    - Allerheiligen: 28

  - Leimbach: 174 (NO)
  - Lippach: 57 (NO)
  - Stadel: 104 (NO)

Hinzu kamen 19 Personen auf Schloss Hersberg. Die hier verwendete Zuordnung verweist darauf, dass es sich um ein gemeindefreies Gebiet handelte, die in Baden Abgesonderte Gemarkung hießen. Die auf ihnen liegenden Siedlungen wurden, je nach Typ, als Abgesonderter Hof oder als Colonie bezeichnet.

## Übergeordnete Behörden
Die, im Rahmen der Verwaltungsgliederung des Landes, übergeordneten Behörden waren stets in Konstanz angesiedelt. Es war zunächst der alte, ab 1832 der neue Seekreis.

## Leiter der Verwaltung
Die Leitung der Verwaltung, mit unterschiedlichen Titeln, hatten inne:
- 1813 bis 1822: Georg Leopold Schlemmer
- 1822 bis 1832: Johann Sebastian Bader
- 1832 bis 1840: David Mainhard
- 1840 bis 1850: Karl Bosch
- 1850 bis 1852: Leopold Finneisen
- 1852 bis 1857: Johann Speer

## Weitere Entwicklung
Aus dem Bezirksamt Überlingen ging 1939 der Landkreis Überlingen hervor. Bei dessen Auflösung Anfang 1973 kamen Meersburg und Umgebung zum Bodenseekreis.